# Three Rivers (Texas)
Three Rivers è un centro abitato degli Stati Uniti d'America situato nella contea di Live Oak dello Stato del Texas.
La popolazione era di 1.848 persone al censimento del 2010.

## Geografia fisica
Three Rivers è situata a 28°28′02″N 98°10′46″W (28.467155, -98.179451).
Secondo lo United States Census Bureau, ha un'area totale di 1,5 miglia quadrate (3,9 km²).

## Società

### Evoluzione demografica
Secondo il censimento del 2000, c'erano 1.878 persone, 704 nuclei familiari e 492 famiglie residenti nella città. La densità di popolazione era di 1.299,7 persone per miglio quadrato (503,5/km²). C'erano 876 unità abitative a una densità media di 606,2 per miglio quadrato (234,9/km²). La composizione etnica della città era formata dall'82,22% di bianchi, lo 0,53% di afroamericani, lo 0,32% di nativi americani, lo 0,48% di asiatici, il 14,00% di altre razze, e il 2,45% di due o più etnie. Ispanici o latinos di qualunque razza erano il 50,37% della popolazione.
C'erano 704 nuclei familiari di cui il 36,9% aveva figli di età inferiore ai 18 anni, il 53,1% aveva coppie sposate conviventi, il 12,5% aveva un capofamiglia femmina senza marito, e il 30,0% erano non-famiglie. Il 26,4% di tutti i nuclei familiari erano individuali e il 13,4% aveva componenti con un'età di 65 anni o più che vivevano da soli. Il numero di componenti medio di un nucleo familiare era di 2,61 e quello di una famiglia era di 3,18.
La popolazione era composta dal 28,1% di persone sotto i 18 anni, il 9,0% di persone dai 18 ai 24 anni, il 27,3% di persone dai 25 ai 44 anni, il 21,1% di persone dai 45 ai 64 anni, e il 14,6% di persone di 65 anni o più. L'età media era di 36 anni. Per ogni 100 femmine c'erano 90,3 maschi. Per ogni 100 femmine dai 18 anni in giù, c'erano 88,4 maschi.
Il reddito medio di un nucleo familiare era di 27.188 dollari e quello di una famiglia era di 34.188 dollari. I maschi avevano un reddito medio di 30.337 dollari contro i 16.607 dollari delle femmine. Il reddito pro capite era di 12.814 dollari. Circa il 21,6% delle famiglie e il 23,3% della popolazione erano sotto la soglia di povertà, incluso il 28,0% di persone sotto i 18 anni e il 24,8% di persone di 65 anni o più.